# Сариярви (озеро, бассейн Сюскюянйоки)
Са́рия́рви (фин. Saarijärvi) — озеро на территории Лоймольского сельского поселения Суоярвского района Республики Карелия.

## Общие сведения
Площадь озера — 0,6 км², площадь бассейна — 2,4 км². Располагается на высоте 89,0 метров над уровнем моря.
Форма озера лопастная, слегка продолговатая, вытянутая с севера на юг. Берега каменисто-песчаные, местами заболоченные. Из восточного залива озера вытекает небольшой ручей, который, протекая через озеро Латваярви (фин. Latvajärvi), впадает в озеро Иоутсенъярви (фин. Joutsenjärvi). Затем, протекая через озеро Плотина-Мустаярви (фин. -Plotina-Mustajärvi), ручей вытекает из него уже под названием Салмиламменоя (фин. Salmilammenoja).  Затем, протекая через озеро Салмилампи (фин. Salmilampi), вытекает из него под названием Варпаоя (фин. Varpaoja). Затем, протекая через озёра Сууриярви (фин. Suurijärvi), Воккалампи (фин. Bokkalampi), Ломалампи (фин. Lomulampi (Lomalampi)) и Маткалампи (фин. Matkalampi), ручей Варпаоя втекает в реку Хейняйоки (озеро Вируккалампи (фин. Viirukkalampi)), которая уже впадает в озеро Сюскюярви. 
В центральной части озера расположен один небольшой остров без названия.
Населённые пункты близ озера отсутствуют. Ближайшие — посёлки Кясняселькя и Райконкоски — расположены от озера, соответственно,  в 19 км к юго-востоку и в 20 км к северо-западу.
Код водного объекта в государственном водном реестре — 01040300211102000013575.
Название озера переводится с финского языка как «озеро с островами».